# 邵陽学院
邵陽学院（英語: Shaoyang University）は、中国湖南省邵陽市に本部を置く中国の公立大学。1958年創立、1958年大学設置。
大学の略称は邵大。2014年時点では、学校の面積は1796余畝、建築面積は50.64万平方メートル、生徒数約17976人余人、本専科生2万余人、博士碩士研究生820余人、教職員1191人。

## 略歴
- 1958年7月、邵陽学院の起源は、湖南省人民政府が設立した邵陽師傅専科学校。
- 2002年、邵陽師傅専科学校と邵陽高等専科学校が合併し「邵陽学院」設立。

## 基礎データ
- 所在地
  - 李子園校区
  - 七里坪校区
  - 江北校区

- 校訓
  - 「明徳求真、共生超越」

- 校歌
  - 「邵陽学院校歌」。閆粛作詞·孟慶雲作曲。

## 組織
「学院」も「系」も日本の大学の学部にほぼ相当する。「学部」は「学院」と「系」の上の編成で、実体はなく、日本の「学部」とは位置付けが異なっている。妙訳がないのでそのまま記す。
- 経済管理系
- 電気工程系
- 外語系
- 音楽系
- 城市建設系
- 理学·信息科学系
- 会計系
- 政法系
- 中文系
- 生物·化学工程系
- 芸術設計系
- 機械·能源系
- 信息工程系
- 体育系

## 附属機関

### 附属図書館
- 邵陽学院図書館 - 蔵書数は全館合計で約125.9万冊

## 大学の人物一覧

### 教授
- 学長：陳曉飛
- 党委書記：曹健華

### 卒業生
- 廖名春：清華大学教員
- 庾建設：広州大学党委書記
- 易煉紅：長沙市委書記
- 欧陽斌：湖南省政協副主席
- 鄧立佳：湖南省人民政府副秘書長
- 鄒志強：湖南省科協党組書記
- 李蘭君：元邵陽市副市長